# Порсон, Жан-Франсуа
Жан-Франсуа Порсон (фр. Jean-François Porson; 1765—1840) — французский военный деятель, бригадный генерал (1810 год), барон (1811 год), участник революционных и наполеоновских войн.

## Биография
Поступил на службу 16 мая 1782 года солдатом в 8-й конно-егерский полк. 14 ноября 1793 года стал адъютантом генерала Комбе. В кампаниях 1792-93 годов сражался в рядах Рейнской армии генерала Кюстина. Был в сражениях при Оффенбахе, Франкфурте-на-Майне, Штромберге, Альцее и Белигхайме.
11 октября 1794 года стал помощником полковника штаба. 13 декабря 1794 года произведён в лейтенанты 14-го драгунского полка. Принимал участие в осаде Киля. В 1799 году в звании командира эскадрона выполнял штабные функции в Дунайской армии генерала Массена. С 16 февраля 1799 года был начальником штаба 4-й пехотной дивизии данной армии. 5 июля 1799 года был произведён в полковники штаба.
Во время кампаний 1800-01 годов он занимал пост начальника штаба правого крыла генерала Лекурба Рейнской армии. Сражался при Ренхене, при Штокахе 3 мая 1800 года, при Мёсскирхе 4 и 5 мая и при Гогенлиндене 3 декабря.
С 8 сентября 1803 года был начальником штаба пехотной дивизии сперва в Байоннском, затем в Брестском лагере Армии Берегов Океана. 13 сентября 1805 года присоединился ко 2-му армейскому корпусу Великой Армии, и был назначен начальником штаба в пехотной дивизии Груши. 15 июля 1806 года стал начальником штаба 2-го корпуса.
16 марта 1808 года был назначен начальником штаба князя Боргезе. 29 июня 1810 года был произведён в бригадные генералы. С 20 апреля 1811 года по 8 февраля 1812 года был начальником штаба Итальянского наблюдательного корпуса. С 5 февраля 1814 года выполнял функции коменданта Турина. С 1 мая 1814 года без служебного назначения.
После первой реставрации, 5 января 1815 года был назначен генеральным инспектором пехотного вооружения. Он сохранял данную должность до 1 января 1816 года, когда вышел на пенсию.

## Воинские звания
- Бригадир (14 июля 1786 года);
- Фурьер (15 сентября 1787 года);
- Вахмистр (1 мая 1788 года);
- Старший вахмистр (15 сентября 1791 года);
- Младший лейтенант (1 мая 1793 года);
- Лейтенант (13 декабря 1794 года);
- Капитан (5 октября 1796 года);
- Командир эскадрона (5 февраля 1799 года);
- Полковник штаба (5 июля 1799 года);
- Бригадный генерал (29 июня 1810 года).

## Титулы
- Барон  и Империи (фр. baron  et de l'Empire; декрет от 30 июня 1811 года, патент подтверждён 23 октября 1811 года)[1].

## Награды
Легионер ордена Почётного легиона (5 февраля 1804 года)
 Офицер ордена Почётного легиона (14 июня 1804 года)
 Кавалер военного ордена Святого Людовика (1814 год)